# Јелена Петровић
Јелена Петровић (девојачко Јовановић) се родила у селу Маслошево 1765. или 1771. године. Била је ћерка Босиљке и јасеничког обор-кнеза Николе Јовановића. Рано је остала без мајке, а касније су јој отац и два брата погинули као хајдуци тако да је живела код тетке Бисеније у селу Јагњилу.
За вожда Ђорђа Петровића Карађорђа удала се 1785. године. Родила је седморо деце: Симу (преминуо одмах после рођења), Саву, Сару, Полексију, Стаменку, Алексу (умро са 29 година у Кишињеву) и наследника Александра. Била је венчана кума кнезу Милошу и кнегињи Љубици. Дуже време је провела у манастиру Крушедолу у Срему. Након убиства свог мужа живела је у страху од одмазде Милоша Обреновића над њеном породицом. У Београд се враћа у октобру 1839. године, тек по абдикацији кнеза Милоша Обреновића.
Умрла је у Београду 29. јануара по старом, а 9. фебруара 1842. године, по новом календару. По налогу кнегиње Љубице је свечано опојана и саоницама пребачена у Тополу.
Кћерка Сара се удала за Николу Кара-Марковића, па за Теодора Бојанића.

## Породично стабло
| \| \| \| \| \| 2. Никола Јовановић \| \| \| \| \| \| \| \| \| \| \| \| \| \| \| \| \| \| \| \| \| \| \| \| \| \| \| \| \| \| \| \| \| 1. Јелена Петровић \| \| \| \| \| \| \| \| \| \| \| \| \| \| \| \| \| \| \| \| \| \| \| \| \| \| \| \| \| \| \| \| \| \| \| \| 3. Босиљка Јовановић \| \| \| \| \| \| \| \| \| \| \| \| \| \| \| \| \| \| \| \| \| \| \| \| \| |                      |  |  |                     |  |  |  |
| |                      |  |  | 2. Никола Јовановић |  |  |  |
| |                      |  |  |                     |  |  |  |
| |                      |  |  |                     |  |  |  |
| |                      |  |  |                     |  |  |  |
| | 1. Јелена Петровић   |  |  |                     |  |  |  |
| |                      |  |  |                     |  |  |  |
| |                      |  |  |                     |  |  |  |
| |                      |  |  |                     |  |  |  |
| | 3. Босиљка Јовановић |  |  |                     |  |  |  |
| |                      |  |  |                     |  |  |  |
| |                      |  |  |                     |  |  |  |

## Породица

### Супружник
| име                      | слика | датум рођења       | датум смрти   |
| ------------------------ | ----- | ------------------ | ------------- |
| Ђорђе Петровић Карађорђе |       | 16. новембар 1762. | 26. јул 1817. |

### Деца
| име                    | слика | датум рођења      | датум смрти  | супружник                            |
| ---------------------- | ----- | ----------------- | ------------ | ------------------------------------ |
| Сима Карађорђевић      |       | 1788.             | 1788.        | умро у детињству                     |
| Сава Карађорђевић      |       | 1793.             | 1847.        | Антоније Ристић                      |
| Сара Карађорђевић      |       | 1795.             | 1852.        | Никола Кара-Марковић; Теодор Бојанић |
| Полексија Карађорђевић |       | 1797.             | 1812.        | Јовица Милановић                     |
| Стаменка Карађорђевић  |       | 1799.             | 1875.        | Димитрије Ристић; Илија Чарапић      |
| Алекса Карађорђевић    |       | 1801.             | 1830.        | Марија Трокин                        |
| Кнез Александар        |       | 11. октобар 1806. | 3. мај 1885. | Персида Ненадовић                    |